# استیون هاپکینز
استیون هاپکینز یا استفن هاپکینز (به انگلیسی: Stephen Hopkins) (زاده ۱۹۵۸) کارگردان تلویزیون و سینمای اهل جامائیکا است که مهم‌ترین آثار وی در ژانر وحشت می‌باشد.

از آثار مهم وی می‌توان به غارتگر ۲ و شبح و ظلمت اشاره کرد.

## فیلم‌شناسی
- Dangerous Game (۱۹۸۷)
- کابوس خیابان الم ۵: رویای بچه (۱۹۸۹)
- غارتگر ۲ (۱۹۹۰)
- شب قضاوت (۱۹۹۳)
- منفجر شده (۱۹۹۴)
- شبح و ظلمت (۱۹۹۶)
- Lost in Space (۱۹۹۸)
- Tube Tales (۱۹۹۹) قسمت : "Horny"
- تحت سوءظن (۲۰۰۰)
- ۲۴ (2001) (همچنین به عنوان تهیه‌کننده اجرایی)
- Traffic (TV miniseries) (۲۰۰۴)
- زندگی و مرگ پیتر سلرز (۲۰۰۴)
- امتحان ایمان (۲۰۰۷)
- کالیفرنیکیشن (اپیزود آغازین) (۲۰۰۷) / (فصل ۳ ، اپیزود ۱۲) (۲۰۰۹)
- بی‌شرم (۲۰۱۱) (فصل ۱ ، اپیزود ۳)
- نژاد (۲۰۱۶)